# Corée du Nord aux Jeux olympiques d'hiver de 1984
La Corée du Nord participe aux Jeux olympiques d'hiver de 1984, qui ont lieu à Sarajevo en Yougoslavie. Ce pays, représenté par six athlètes, prend part aux Jeux d'hiver pour la troisième fois de son histoire. Il ne remporte pas de médaille.

## Délégation
La délégation est composée de 6 athlètes, 3 hommes et 3 femmes, tous inscris dans le même sport : le patinage de vitesse.
Listes des athlètes :
- Hommes :
  - Kim Hwang-hyun
  - Kim Song-hui
  - Im Ri-bin
- Femmes :
  - Han Chun-ok
  - Pak Gum-hyon
  - Kim Chang-hae